# Puchar Narodów Pacyfiku 2010
Puchar Narodów Pacyfiku 2010 – piąta edycja corocznego turnieju organizowanego pod auspicjami IRB dla drużyn z regionu Pacyfiku. Turniej odbył się pomiędzy 12 a 26 czerwca 2010 roku i wzięły w nim udział cztery reprezentacje.

## Informacje ogólne
Cztery uczestniczące zespołów rywalizowały systemem kołowym w ciągu trzech meczowych dni pomiędzy 12 a 26 czerwca 2010 roku. Jedynie mecz otwarcia odbył się na Fidżi, pozostałe rozegrano na Samoa. Zwycięzca meczu zyskiwał cztery punkty, za remis przysługiwały dwa punkty, porażka nie była punktowana, a zdobycie przynajmniej czterech przyłożeń lub przegrana nie więcej niż siedmioma punktami premiowana była natomiast punktem bonusowym.
W turnieju najlepsza okazała się reprezentacja Samoa, w której składzie występowali zawodnicy biorący udział w zwycięskim sezonie 2009/2010 IRB Sevens World Series. Najwięcej punktów zdobył Tongijczyk Kurt Morath, zaś po trzy przyłożenia zdobyli jego rodak Vungakoto Lilo i przedstawiciel triumfatorów Mikaele Pesamino.
Mecze drugiej i trzeciej rundy były transmitowane w Internecie na oficjalnej stronie IRB.

## Mecze

### Runda 1
| 12 czerwca 201015:10 | Fidżi                                                            | 22:8 | Japonia                        | Churchill Park, Lautoka Sędzia: George Clancy |
| 12 czerwca 201015:10 | Dakuvula 7 (2pd K), Matawalu 5 (P), Nagusa 5 (P), Keresoni 5 (P) | 22:8 | Nicholas 3 (K), Kikutani 5 (P) | Churchill Park, Lautoka Sędzia: George Clancy |

| 12 czerwca 201015:10 | Samoa                                                                                 | 24:23 | Tonga                                       | Apia Park, Apia Sędzia: Peter Fitzgibbon |
| 12 czerwca 201015:10 | Williams 3 (K), Poluleuligaga 5 (P), Lui 6 (3pd), Pesamino 5 (P), 1 karne przyłożenie | 24:23 | Morath 13 (2pd 3K), Lilo 5 (P), Taufa 5 (P) | Apia Park, Apia Sędzia: Peter Fitzgibbon |

### Runda 2
| 19 czerwca 201013:10 | Fidżi | 41:38 | Tonga                                                                            | Apia Park, Apia Sędzia: Peter Fitzgibbon |
| 19 czerwca 201013:10 | Maravunwasawasa 16 (5pd 2K), Radekedike 5 (P), Maʻafu 5 (P), Bolatagane 5 (P), Waqaniburotu 5 (P), Kalou 5 (P) | 41:38 | Lilo 10 (2P), Morath 13 (5pd K), Fatafehi 5 (P), Kalamafoni 5 (P), Olosoni 5 (P) | Apia Park, Apia Sędzia: Peter Fitzgibbon |
| 19 czerwca 201013:10 | Lilo · Feao | 41:38 |                                                                                  | Apia Park, Apia Sędzia: Peter Fitzgibbon |

| 19 czerwca 201016:10 | Samoa                                                      | 23:31 | Japonia                                                 | Apia Park, Apia Sędzia: Wayne Barnes |
| 19 czerwca 201016:10 | Lui 8 (pd 2K), Stowers 5 (P), Pesamino 5 (P), Tekori 5 (P) | 23:31 | Arlidge 16 (2pd dg 3K), Nicholas 10 (2P), Onozawa 5 (P) | Apia Park, Apia Sędzia: Wayne Barnes |
| 19 czerwca 201016:10 | Kawamata                                                   | 23:31 |                                                         | Apia Park, Apia Sędzia: Wayne Barnes |

### Runda 3
| 26 czerwca 201013:10 | Japonia                                                    | 26:23 | Tonga                                          | Apia Park, Apia Sędzia: Steve Walsh |
| 26 czerwca 201013:10 | Arlidge 16 (2pd 4K), Hatakeyama 5 (P), 1 karne przyłożenie | 26:23 | Helu 5 (P), Morath 13 (2pd 3K), Fatafehi 5 (P) | Apia Park, Apia Sędzia: Steve Walsh |
| 26 czerwca 201013:10 | Lutui                                                      | 26:23 |                                                | Apia Park, Apia Sędzia: Steve Walsh |

| 26 czerwca 201016:10 | Fidżi         | 9:31 | Samoa                                                                    | Apia Park, Apia Sędzia: Romain Poite |
| 26 czerwca 201016:10 | Rawaqa 9 (3K) | 9:31 | Tekori 5 (P), Lui 6 (3pd), Pesamino 5 (P), Faosilivia 10 (2P), Mai 5 (P) | Apia Park, Apia Sędzia: Romain Poite |
| 26 czerwca 201016:10 | Nasiga        | 9:31 | Salavea                                                                  | Apia Park, Apia Sędzia: Romain Poite |